# Gnathostrangalia
Gnathostrangalia is een kevergeslacht uit de familie van de boktorren (Cerambycidae). De wetenschappelijke naam van het geslacht werd voor het eerst geldig gepubliceerd in 1985 door Hayashi & Villiers.

## Soorten
Gnathostrangalia omvat de volgende soorten:
- Gnathostrangalia aurivillei (Pic, 1903)
- Gnathostrangalia bilineatithorax (Pic, 1922)
- Gnathostrangalia conspicua Holzschuh, 2008
- Gnathostrangalia elliptica Chen & Chiang, 1996
- Gnathostrangalia longiceps (Aurivillius, 1923)
- Gnathostrangalia rufovittata (Pic, 1922)
- Gnathostrangalia simianshana Chiang & Chen, 1993